# Vịt nhung đeo kính
Vịt nhung đeo kính, tên khoa học Somateria fischeri, là một loài chim trong họ Vịt.
Đây là loài vịt biển lớn sinh sản trên bờ biển Alaska và đông bắc Siberia.

## Hình ảnh

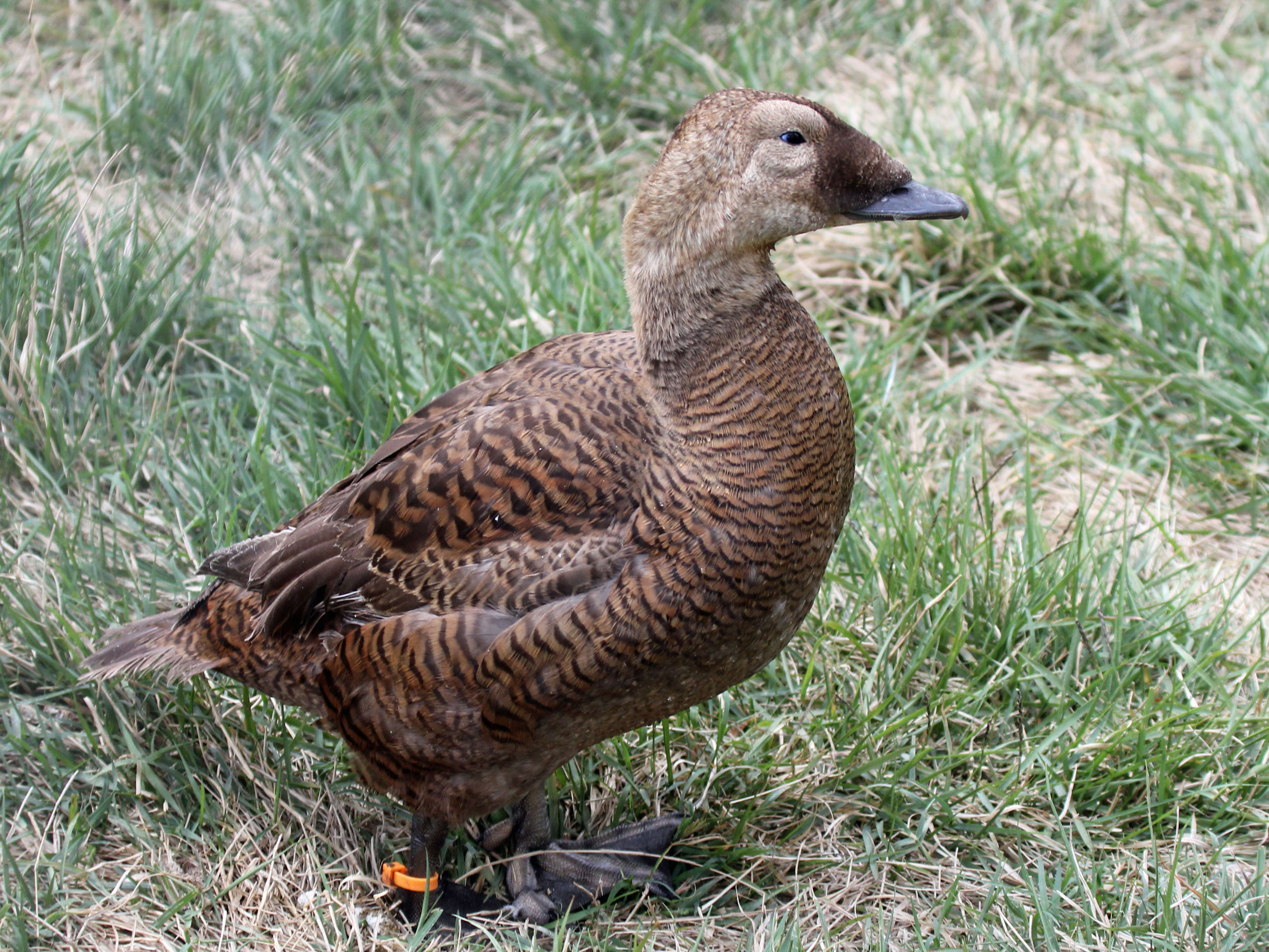
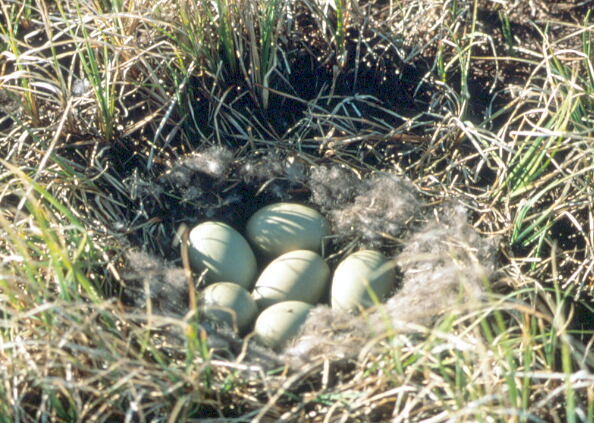
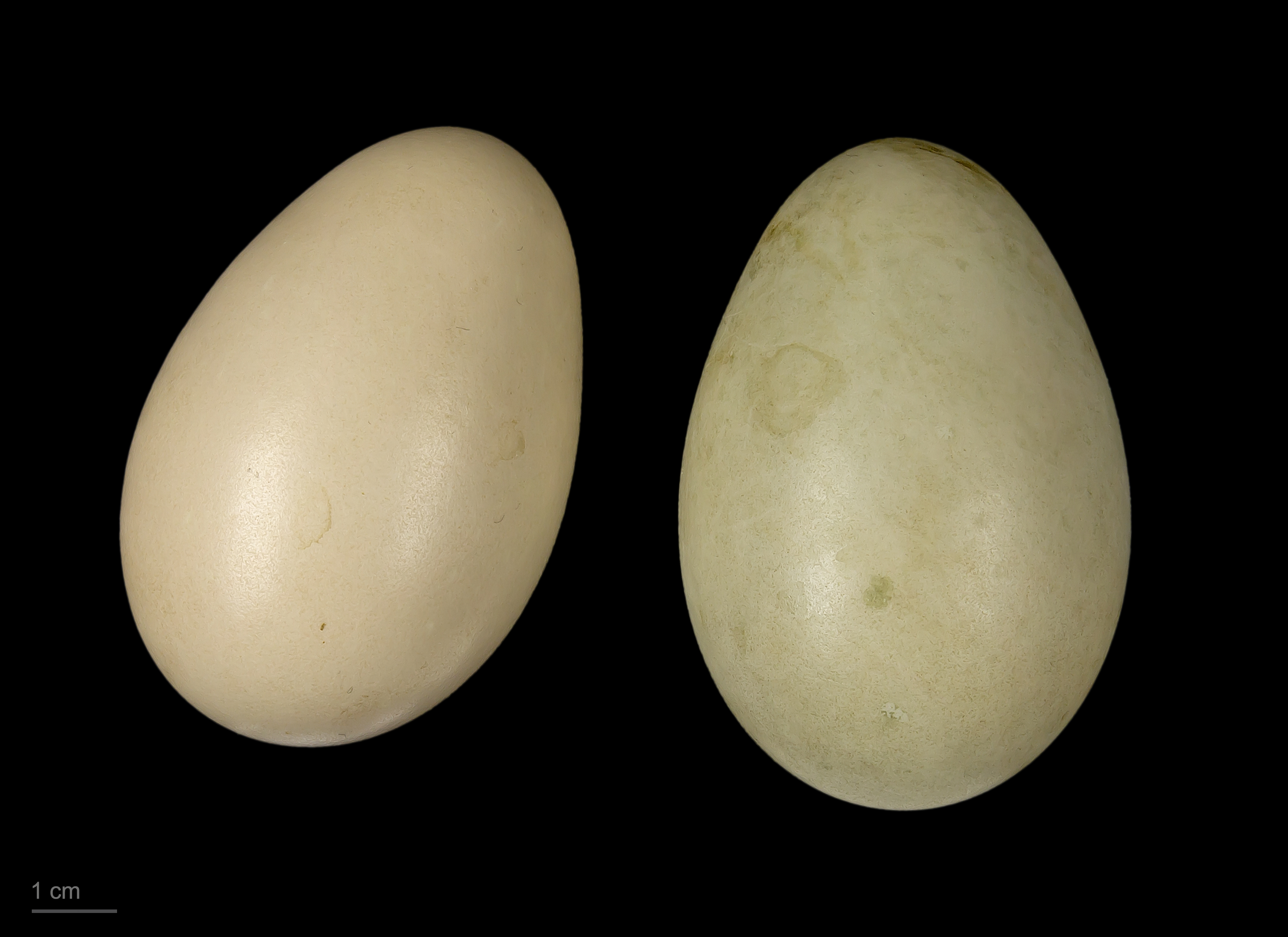
Museum specimen